# لشنا گورنا
لشنا گورنا (به لاتین: Leszna Górna) یک روستا در لهستان است که در گمینا گولشوو واقع شده‌است. لشنا گورنا ۹٫۰۶ کیلومتر مربع مساحت و ۵۷۶ نفر جمعیت دارد.